# Pablo García Colmenares
Pablo García Colmenares (Pino de Viduerna, 9 de agosto de 1953) es un historiador palentino miembro de la Institución Tello Téllez de Meneses desde 2005. 
Como doctor en Historia Contemporánea ha investigado distintos episodios de gran relevancia a nivel nacional y su incidencia en la provincia de Palencia y Castilla y León. Además ha publicado múltiples artículos sobre la situación laboral de la mujer, la evolución sociodemográfica de Castilla y el desarrollo de la Guerra Civil en Palencia. En la actualidad es catedrático en la facultad de Ciencias del Trabajo de la Universidad de Valladolid, ubicada en el campus palentino de La Yutera.
Pablo García Colmenares es presidente de la Asociación para la Recuperación de la Memoria Histórica en Palencia.

## Obra

### Libros
- Estancamiento demográfico y estabilidad social en Castilla (1750-1930): las condiciones de vida en la Palencia contemporánea. Edita Secretariado de Publicaciones e Intercambio Científico, Universidad de Valladolid, 1998. ISBN 84-7762-830-0
- Evolución y crisis de la industria textil castellana, Palencia (1750-1990): de la actividad artesanal a la industria textil. Madrid : Mediterráneo, D.L. 1992. ISBN 84-7156-245-6
- La desamortización de Mendizábal y Espartero en España(Coautor). Madrid : Cátedra, D.L. 1986. ISBN 84-376-0592-X
- La Ciudad de Palencia en el siglo XIX: la desamortización y su transformación urbanística (1836-1868). Diputación de Palencia, Departamento de Cultura, D.L. 1986. ISBN 84-505-4527-7
- Historia y memoria de la Guerra Civil y primer Franquismo en Castilla y León. (coordinador). Edita Universidad de Valladolid.

### Artículos
- "Daniel González Linacero: La Historia para la paz", Tabanque: Revista pedagógica, ISSN 0214-7742, N° 2, 1986 (Ejemplar dedicado a: Homenaje a Daniel González Linacero), pps. 29-49.
- "Represión obrera y conflictividad laboral. Los mineros de Castilla y León, 1940-1962", Segundo Congreso de Recerques: 'Enfrentamientos civiles: posguerras y reconstrucciones', vol. 2. Lleida. Recerques-Pagès Editors, 2002. pps. 797-816.
- "Trabajo y explotación de las mujeres castellano-leonesas, 1900-1975",  Oficios y saberes de las mujeres. Universidad de Valladolid. Valladolid, 2002. pps. 111-157.
- "Mujeres palentinas en los siglos XIX y XX", Dueñas, M.J. (coordinadora): Mujeres palentinas en la historia. De reinas a campesinas. Editorial Cálamo. Palencia, 2002. pps. 131-223.